# Stydké pysky

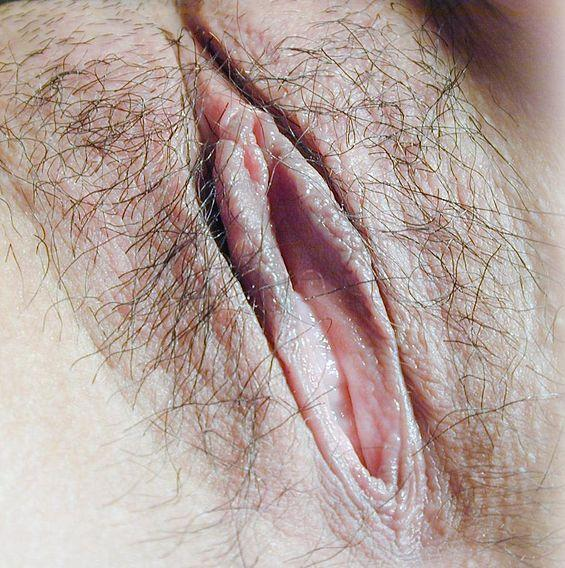
Pochva je přímo ohraničena malými stydkými pysky a obklopena velkými stydkými pysky – ty jsou na snímku porostlé pubickým ochlupením.

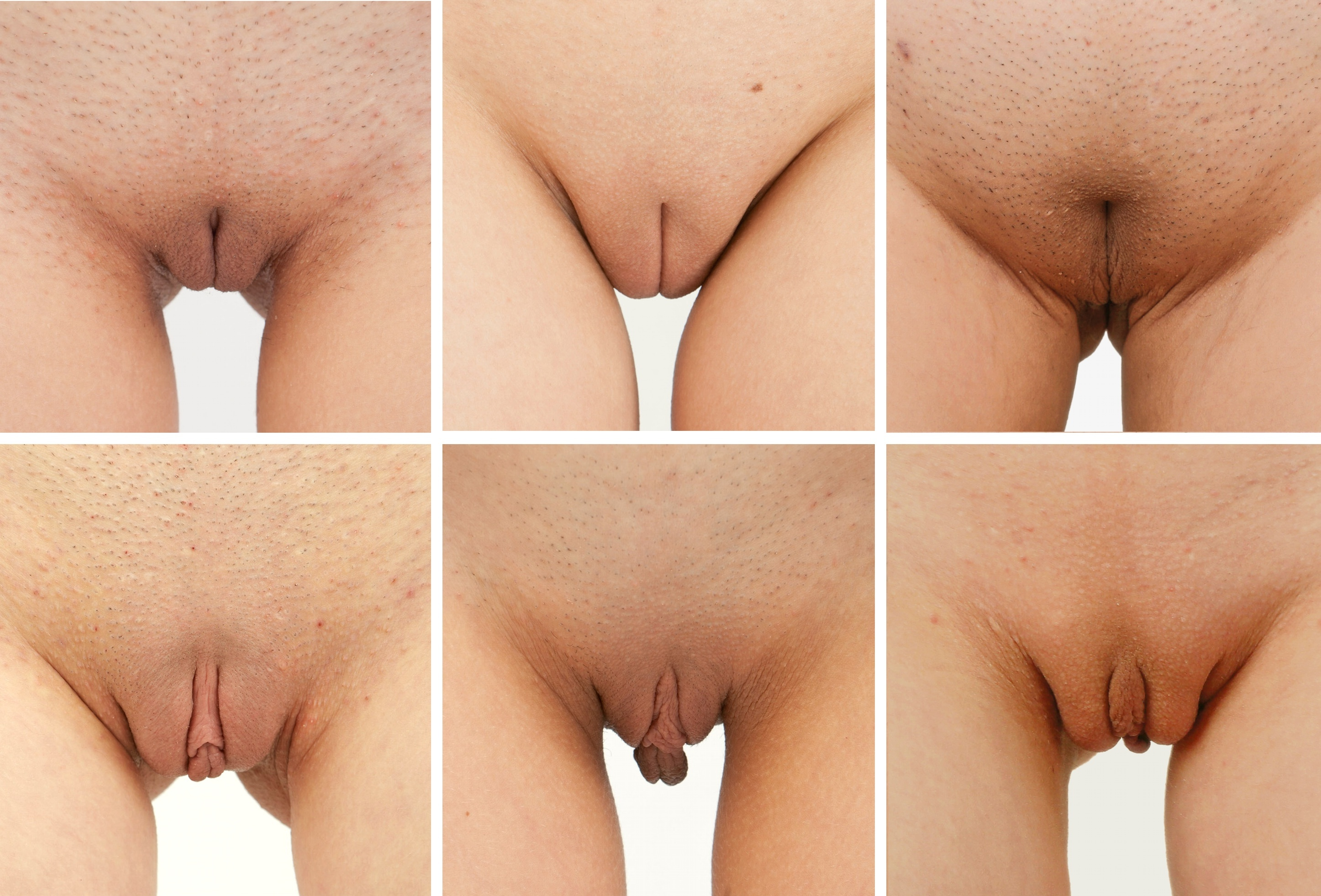
Je zcela přirozené, že vzhled a délka malých stydkých pysků se výrazně liší: zatímco někdy jsou zcela zakryty velkými stydkými pysky a vyniknou až po jejich odhrnutí (horní řada), u jiných žen běžně vyčnívají a jsou jasně patrné i ve stoje (dolní řada).

Stydké pysky (lat. labia pudendi) jsou součástí zevních rodidel ženy (vulvy), které se skládají z velkých a malých stydkých pysků. Jsou to párové kožní řasy zevně pokryté pubickým ochlupením, uvnitř s kůží podobnou sliznici. Vpředu přecházejí do stydkého pahorku (mons pubis), vzadu do hráze (perineum), mezi nimi je stydká štěrbina (rima pudendi), v ní pak malé stydké pysky. Jejich funkce je především ochranná, protože uzavírají vchod do pochvy, čímž brání vnikání nečistot a infekce.

## Anatomie
Velké stydké pysky (lat. labia majora) jsou párové kožní řasy, které obloukovitě obklopují poševní vchod. Jejich vyklenutí kromě tuku tvoří také kavernózní tělesa, která při vzrušení a následném překrvení zduří. Od puberty jsou zevně pokryté chloupky, uvnitř se kůží podobají sliznici. Vyplňují prostor mezi stydkým pahorkem (mons pubis) vepředu a hrází (perineum) vzadu, které jsou zároveň jejich součástí. Mezi nimi je pak stydká štěrbina (rima pudendi) s malými stydkými pysky uvnitř. Pokud žena stojí nebo má nohy u sebe, tak obvykle velké stydké pysky úplně nebo částečně zakrývají ostatní části vulvy. Barva kůže na velkých stydkých pyscích je obvykle podobná celkové barvě jednotlivce, ačkoliv existují značné variace. Vnitřní kůže (sliznice) je často růžová nebo nahnědlá.
Malé stydké pysky (lat. labia minora) jsou dvě jemné kožní řasy ukryté pod velkými stydkými pysky a jsou po obou stranách poševního vchodu. V horní části poševní síně se nachází klitoris a na tomto místě se setkává s malými stydkými pysky.
Během sexuálního vzrušení se pysky začnou plnit krví, zduří a zčervenají.
Barva, velikost a celkový vzhled stydkých pysků se značně liší u každé ženy. U některých žen nejsou malé stydké pysky téměř vidět a u jiných mohou být velké a vyčnívající.
Chirurgickou úpravou velikosti a vzhledu pysků se zabývá labioplastika.